# Alter Ego (Star Trek: Voyager)
„Alter Ego” (titlu original: „Alter Ego”) este al 14-lea episod din al treilea sezon al serialului TV american științifico-fantastic Star Trek: Voyager și al 56-lea în total. A avut premiera la 15 ianuarie 1997 pe canalul UPN.

## Prezentare
Echipajul participă la o petrecere luau pe holopunte, iar Tuvok descoperă o hologramă neobișnuită.